# كيت كوليت
كيت كوليتي هي مهندسة مناظر طبيعية أسترالية والمدير المؤسس لشركة تايلور كوليتي ليثلين التي يقع مقرها ملبورن وأديليد أستراليا.

## النشأة
نشأت كيت كوليتي في برث غرب أستراليا. حصلت على بكالوريوس العلوم وتخصصت في علم النبات من جامعة أستراليا الغربية في عام 1977، ثم حصلت على دبلوم التعليم من جامعة أستراليا الغربية أيضا، في عام 1979.

## الوظائف
بدأت حياتها المهنية كمدرسة في مدرسة ثانوية لعلم الأحياء قبل أن تنتقل من برث إلى ملبورن في عام 1982 وبدأت الدراسة للحصول على درجة الماجستير في هندسة المناظر الطبيعية من جامعة ملبورن في عام 1985. في عام 1986 عملت في قسم الأشغال العامة الفيكتوري في قسم هندسة المناظر الطبيعية. من 1987-1989 قامت بتصميم وبناء حدائق سكنية. في عام 1989 التقت كيفن تايلور بينما كان يعمل في مكاتب المهندس المعماري غريغوري بورغيس.
في عام 1990 أسس كيت وتايلور ممارستهما المعمارية الطبيعية كيفن تايلور وكيت كوليتي بي تي المحدودة، التي أعيدت تسميتها لاحقًا إلى تايلور وكوليتي. وكان أول مشروع رئيسي لها هو مركز بوكس هيل للفنون المجتمعية في الضواحي الشرقية لملبورن. في عام 1995 انتقلت كوليتي وتايلور إلى أديلايد، حيث تعهدا باستوديو في ملبورن برئاسة بيري ليثلين، الذي أصبح فيما بعد المدير الثالث للشركة. تطورت الشركة لتصبح واحدة من شركات الهندسة المعمارية الأكثر شهرة في أستراليا والممنحة، توظيف حوالي ثلاثين مهندسًا معماريًا في استوديوهات أديلايد وملبورن. وقد تلقت الشركة العديد من الجوائز والشهرة الدولية بتصميم الحديقة الأسترالية في كرانبورن، فيكتوريا.
تحظى كيت كوليتي باحترام خاص لتصاميم حديقتها الخاصة في أستراليا والمعارض التفسيرية ثقافيًا في مهرجانات الحدائق في فرنسا وكندا وألمانيا.
أكملت كوليتي درجة الدكتوراه المستندة إلى الممارسة من المعهد الملكي للتكنولوجيا في ملبورن في عام 2013. وفي عام 2014 أصبحت أستاذة مساعدة في جامعة أديلايد وزميلة في المعهد الأسترالي لمهندسي المناظر الطبيعية في عام 2016.

## المشاريع البارزة
- المزروعة من قبل النار، مهرجان الحديقة الدولية IGA، برلين، ألمانيا، 2017
- إعادة تطوير ساحة فيكتوريا، أديلايد، 2012
- أديلايد مطار بلازا، أديلايد، 2012
- رؤية الغابة للأشجار، جامعة نيو ساوث ويلز، 2007
- الحديقة الأسترالية، كرانبورن، فيكتوريا، 2006
- أوكالبتوس الخفيفة والظل، مهرجان حديقة ميتيس الدولية، 2005
- قصص النار، تشاومونت – سور- مهرجان حديقة لوار، فرنسا، 2004[4]

- تايلور وحديقة كولييتي، أديلايد، 2003
- إعادة تطوير الشرفة الشمالية، أديلايد، 2002
- مركز أولورو كاتا دجوتا الثقافي للسكان الأصليين، 1993
- مركز بوكس هيل للفنون المجتمعية، 1990